# 矢十字党
矢十字党（やじゅうじとう、ハンガリー語: Nyilaskeresztes Párt-Hungarista Mozgalom、略称：NYKP）は、1939年から1945年まで存在した、ハンガリー王国の極右政党である。
サーラシ・フェレンツが指導する反ユダヤ的なハンガリー主義（Hungarizmus）を掲げた民族主義政党で、ナチス・ドイツの支援を得て1944年10月15日から1945年1月までハンガリーを統治した。この短期間に多くの女性や子供、老人を含むユダヤ人8万人が、ハンガリーから収容所に送られた。戦後、サーラシら矢十字党の指導者は、ハンガリーの法廷で戦犯として裁かれた。

## 前史
1935年、サーラシは「国民の意志党」を結党したが、1937年に暴力的な直接行動
を理由に活動禁止処分を受けた。1939年に矢十字党として再結成され、ナチス・ドイツのナチ党を規範とすることを明らかにした。党旗に用いた矢十字はハンガリーに入植した古のマジャル人の象徴であり、ナチスのハーケンクロイツがアーリア人の民族的な純潔を表すのと同じようにハンガリー人の民族的純血を示すものであった。
矢十字党の思想は、ナチズム（国家主義、農業振興、反資本主義、反共主義、戦闘的反ユダヤ主義）に似ているが、他のファシズム政党より労働者の権利や土地改良も擁護する姿勢を見せた。1930年代、徐々に社会民主党を圧倒し労働者階級を支配し始めた。
サーラシは、ナチスの「主人たる民族」が「下等な民族を支配する」という思想に共鳴し、軍事力を基本にした支配構想も支持した。これをサーラシは「冷酷な現実主義」と呼んでいる。しかし、大ハンガリー主義などのハンガリーの保守的価値観の思想は、中央及び東ヨーロッパにおけるナチスの野望と衝突していたため、数年間はヒトラーへの共鳴を公にすることは出来なかった。
ドイツ外務省は、自国寄りのハンガリー国家社会主義党を擁護し、ドイツ系少数派を支援した。第二次世界大戦前、矢十字はまだナチスの反ユダヤ主義をまだ取り入れておらず、代わりに伝統的なステレオタイプを利用し、首都ブダペストや田舎の有権者に浸透した。しかし、多様なファシスト団体との争いの中で、矢十字党は十分な支持と権力を得ることさえできなかった。
矢十字党は軍部、学生、国家主義者、都市や農村の労働者それぞれの連合体から支持のほとんどを獲得した。ハンガリーの同じようなファシスト政党の一つに過ぎなかったが、非常に目立ったものであった。1939年5月の選挙に立候補すると（唯一の選挙であったが）、党は25%以上の票を獲得し、議会に30議席を獲得するなどハンガリーで最も勢力のある政党の一つになった。しかし矢十字党は大戦勃発以降、摂政ホルティ・ミクローシュの命令により活動を禁止され、以降は地下活動を余儀なくされた。

## 政権掌握

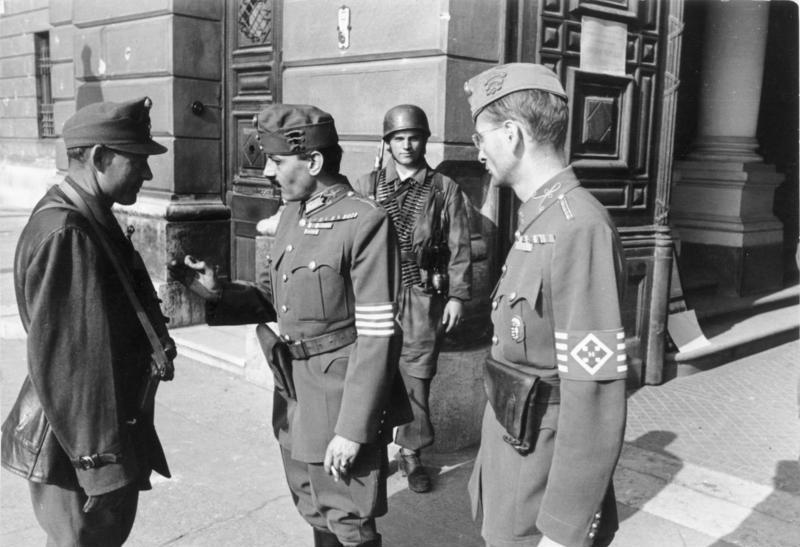
1944年10月16日、ブダペスト市内を封鎖する矢十字党員

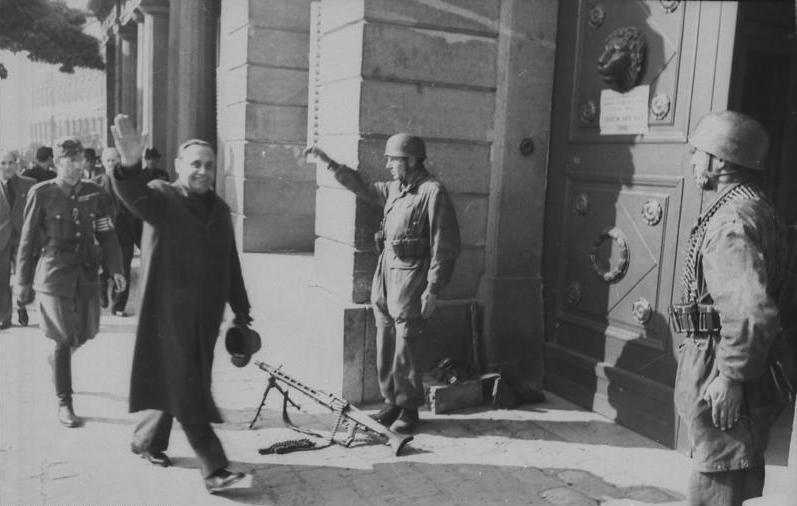
クーデターの後、摂政宮殿に入るサーラシ・フェレンツ。1944年10月18日

だが矢十字党は、親独派の駐独大使ストーヤイ・デメの公然とした支持を得ていた。1943年以降独ソ戦ではドイツ軍の敗色が濃くなり、摂政ホルティは連合国との講和を模索しだしていた。これを知ったナチスは、1944年3月22日にハンガリー占領作戦（マルガレーテI作戦）を発動してストーヤイを首相に据えた。彼の指示により、矢十字党は合法化された。しかし、6月のバグラチオン作戦以降枢軸軍は東部戦線で潰走を重ね、戦局悪化がすすみ、赤軍がハンガリー国境に迫ると、ホルティは8月29日にストーヤイを解任。親英米派のラカトシュ・ゲーザ陸軍大将を首相に任命し、対連合軍（ソ連を除く）休戦を画策した。
ホルティの姿勢を疑ったドイツ政府は、パンツァーファウスト作戦によってホルティの息子ら要人を誘拐し、矢十字党に政権を掌握させる計画を実行した。1944年10月15日、ホルティはソ連との休戦を発表するが、ヴェレシュ・ヤーノシュ参謀総長がブダペスト放送でホルティの放送が無効であることを布告し、直後にサーラシが首相に就任する旨が放送された。直後にドイツ軍と矢十字党員がブダペスト市内を封鎖した。
ホルティは、ドイツ政府から退位とサーラシの首相任命を強要され、これを承認せざるを得なかった。ホルティはドイツに連行され、サーラシは国家元首兼首相に就任した。しかし既にハンガリーは赤軍および先に降伏したルーマニア王国軍と戦っており、東部戦線における同盟国はドイツしか存在していなかった。そのためこの政権は短命に終わる運命であった。サーラシは1944年11月にブダペストを脱出、ブダペストの戦いが12月に始まり、翌1945年1月に赤軍に包囲されると、矢十字党政権は事実上政権を放棄したが、残党はドイツ軍と共に1945年4月30日に戦争が終わるまでハンガリーの西端で戦い続けた。

## 戦後
第二次世界大戦終結後、矢十字党指導者の多くは逮捕され、戦犯として人民裁判所に送られ、サーラシらその多くが処刑された。
1989年10月23日の脱共産化から4年後の1993年に、改正刑法で矢十字党のマーク「矢印十字」が禁止された。この改正刑法では、「矢印十字」以外にも、共産党時代の「赤い星」も禁止されている。
近年、ネオファシストハンガリー福祉協会の発行する月刊誌Magyartudat（『ハンガリーの意識』）を通し、サーラシのハンガリー主義が復活する動きが見られる。しかし、現代のハンガリー政治では極右勢力扱いであり、大きな影響力は持っていない。
2006年、ポルガール・ラヨシュという矢十字党の幹部が、オーストラリアに在住していることが確認された。ポルガールは戦犯容疑で起訴されたが、後に起訴は取り下げられ、ポルガールは2006年7月に死去した。